# Inhibitory ACE

Kaptopril – první inhibitor ACE

ACE inhibitory (zkratka IACE, ACEI nebo ACEi) nebo také inhibitory enzymu angiotenzin-konvertázy neboli inhibitory enzymu konvertujícího angiotenzin (angiotensin-converting-enzyme inhibitor) jsou skupinou léčiv určených především k léčbě vysokého tlaku krve a městnavého srdečního selhání (congestive heart failure), které je důsledkem slabšího svalového výkonu srdce (např. po infarktu myokardu), vedoucího k městnání přečerpávané krve a vzniku otoků. Princip působení těchto léčiv je založen na jejich ovlivnění tzv. renin–angiotenzin systému, který je v organismu zodpovědný za řízení a stabilizování tlaku krve. IACE zabraňují převodu (konverzi) angiotenzinu I (AT I) na angiotenzin II (AT II), který způsobuje stahování (vazokonstrikci) cév. Za tento převod (AT I na AT II) odpovídá právě angiotenzin konvertující enzym (ACE), který tyto léky blokují (inhibují). Zmíněné městnavé srdeční selhání je typickým projevem vyšší hladiny aldosteronu (viz hyperaldosteronismus), jehož množství inhibitory ACE nepřímými fyziologickými vazbami rovněž ovlivňují (viz níže).
Důležitým účinkem IACE je snížení napětí cévních stěn, které vede ke snížení tlaku krve. Výhodou této skupiny léčiv je to, že oproti jiným lékům, které cévy aktivně roztahují (tzv. vazodilatancia), IACE pouze snižují odpor cév a cévních tepen. Proto nezpůsobují v takové míře zpětnovazební fyziologickou reakci na snížení tlaku, která je známá jako reflexní tachykardie. Jde o reakci, kterou se organismus snaží vyrovnat ztrátu tlaku krve tak, že dojde ke zvýšení srdeční frekvence (zvýšení počtů tepů za minutu). Velmi zjednodušeně to lze vysvětlit tím, že zatímco vazodilatancia aktivně roztahují cévy nezávisle na ostatních fyziologických proměnných organismu, tak IACE snižují pouze jejich napětí a samotné roztažení je dáno aktuálními fyziologickými tlakovými poměry v organismu.
Inhibitory ACE jsou využívány buď v monoterapii, anebo jsou součástí většího počtu léčiv určených k léčbě srdečního onemocnění. Léčebný plán může zahrnovat kromě IACE i beta blokátory, blokátory vápníkových kanálů či déle působící nitráty. Mezi běžně předepisované IACE patří enalapril, kaptopril, lisinopril, perindopril, ramipril.

## Historie vzniku IACE

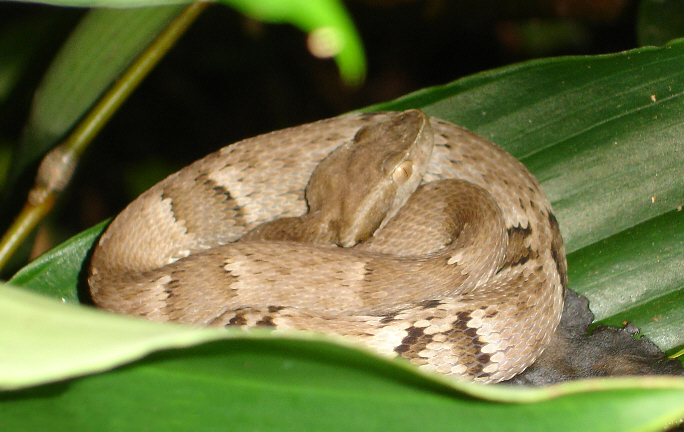
křovinář žararaka (Bothrops jararaca)

V roce 1949 zjistil Maurício Rocha e Silva, že sérové globuliny pod vlivem proteáz obsažených v jedech brazilských zmijí vytváří látku, která způsobuje rozšiřování cév (vazodilataci) a kontrakci hladkého svalstva. Tuto látku následně pojmenoval bradykinin. Jeho brazilský žák Sérgio Henrique Ferreira objevil v r. 1965 během svého stipendijního pobytu v Londýně zajímavou souvislost: podávání extraktu z hadího jedu jihoamerického křovináře žararaky (Bothrops jararaca) zamezilo rozkladu bradykininu v izolovaných plicích morčat (tedy in vitro). Došlo tak objevu BPF (faktoru zesilující výskyt bradykininu – bradykinin-potentiating factor), z něhož Ferreira následně izoloval účinnou látku BPF5, což je pentapeptid obsahující aminokyselinu prolin. John Vane později potvrdil, že nejen vně organismu (in vitro), ale také uvnitř něho (in vivo) je v plicním oběhu bradykinin rozkládán, a že tomuto rozkladu brání BPF5, takže zde musí existovat nějaký enzymatický systém, který je za tento rozklad zodpovědný. Enzym byl nazván angiotenzin konvertující enzym (ACE), přičemž samotný enzym byl objeven v séru v roce 1956 Leonardem T. Skeggsem. Mick Bakhle, blízký spolupracovník Vaneho a Ferreira (působili společně ve Vanových laboratořích) zjistil, že zkoumaný BPF rozkládá jak bradykinin, tak zamezuje přeměně angiotenzinu I na angiotenzin II (ACE je zodpovědná za oba procesy, z čehož vyplývají i vedlejší účinky inhibitorů ACE – hromadění bradykininu – viz níže).
V roce 1971 Miguel Ondetti a jeho kolegové z fy Squibb izolovali opět z hadího jedu nonapeptid obsahující prolin, který nazvali teprotid. V roce 1974 byl tento IACE poprvé zkoušen v léčbě hypertenze, nicméně jeho vývoj byl po dvou letech zastaven z důvodu nezájmu výrobce. V roce 1975 byl objeven vůbec první hromadně vyráběný IACE kaptopril, který byl schválen Americkým úřadem pro léky a potraviny v roce 1981. Kaptopril o dva roky později následoval enalapril, který ve své molekule nemá sulhydrylovou skupinu. V devadesátých letech po velkých klinických úspěších kaptoprilu a enalaprilu následovala druhá generace IACE, kam patří např. lisinopril a ramipril.

## Léčebné uplatnění
Inhibitory enzymu angiotenzin-konvertáza se nejčastěji uplatňují v léčbě:
- vysokého tlaku krve, tj. při hypertenzi
- chorob srdce, vedoucích k projevům srdečního městnání (zejména při systolické dysfunkci levé komory, která nese největší svalovou zátěž, protože pumpuje krev do hlavního tělního oběhu)
- akutního infarktu myokardu.

Dále se IACE uplatňují v léčbě diabetické nefropatie, chronického selhávání ledvin či postižení ledvin při sklerodermii

## Mechanismus účinku
Princip působení IACE je založen na redukci aktivity renin-angiotenzin-aldosteron systému.

### Renin-angiotenzin-aldosteron systém

Renin-angiotensin-aldosteron systém

Jeden z klíčových mechanismů udržování stability tlaku krve je založený na uvolňování proteinu reninu, což se děje v tzv. juxtaglomerulárním aparátu, konkrétně v granulárních buňkách, které jsou poblíž přívodných tepének glomerulů. Renin aktivuje další protein angiotenzin, který funguje jako signalizační látka pro nadledviny, aby tyto zvýšily produkci hormonu aldosteronu. Aldosteron způsobuje zvýšenou reabsorpci (zpětný příjem) Na+ iontů a vody v ledvinných tubulech z primární moči a naopak vylučování K+ a H+ iontů, čímž dojde ke zvýšení objemu vody v organismu, a tím i stabilizaci krevního tlaku, pokud tento je v důsledku snížení objemu krve nižší (viz hypotenze). Samotný renin funguje jako enzym, který štěpí prekurzor angiotenzinu I. (AT I), jímž je angiotenzinogen, což je bílkovina, která je produkovaná v játrech a je přítomna v krvi. Renin rozštěpí angiotenzinogen na angiotenzin I., což je dekapeptid (peptid složený z deseti molekul aminokyselin). Pokud na angiotenzin I. působí angiotenzin konvertující enzym (ACE), tak ze zmíněných deseti aminokyselin jsou dvě odštěpeny, a tím konečně vzniká oktapeptid angiotenzin II., který vykazuje výrazný konstrikční efekt v cévách (stahuje cévy, a tím zvyšuje tlak krve). Angiotenzin II. se vyskytuje především v krevním řečišti plic a vnitřní výstelce mnoha cév (ale i žil, tj. vén).
Souhrnně lze tedy napsat, že systém renin-angiotenzin-aldosteron zvyšuje tlak krve tak, že a) řídí zadržování vody v organismu pomocí regulace obsahu sodíku b)  způsobuje vazokonstrikci (stahuje cévy) díky angiotenzinu II. (ale i další štěpné produkty angiotenzinogenu vykazují vazokonstriční aktivitu).

### Účinky

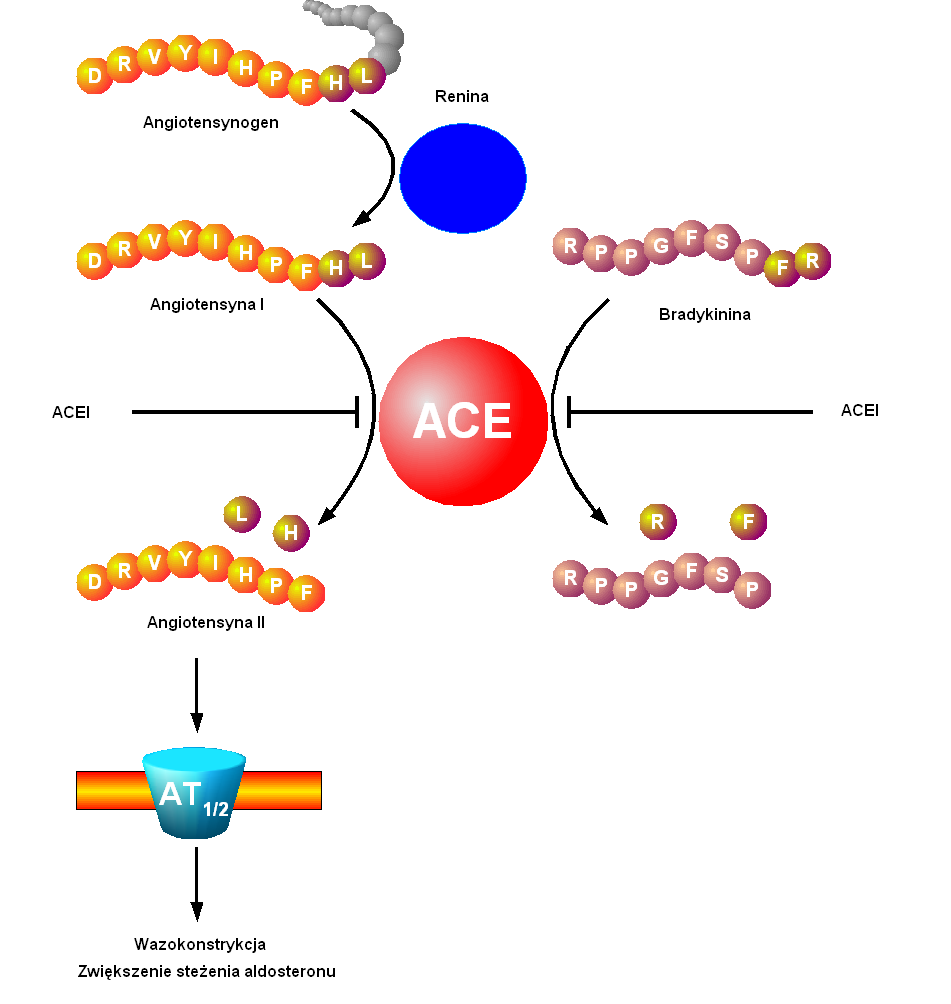
Schéma fungování IACE
Renin štěpí angiotenzinogen na angiotenzin I, ten je pomocí ACE štěpen na angiotenzin II, který působí jak na AT1, tak AT2 receptory. Navázání AT II na receptor AT1 způsobuje vazokostrikci cév. Inhibitory ACE zamezí (viz čára v obrázku) převodu AT I na AT II, a tak se významně sníží množství AT II. Protože ACE rozkládá také bradykinin, způsobují IACE jeho hromadění. Větší množství bradykininu synergicky pomáhá v roztahování cév (vazodilataci), ale zároveň je zodpovědné za některé vedlejší účinky IACE - zejména suchý kašel.

Z popisu renin-angiotenzin-aldosteron systému vyplývá, že pokud je nějaká látka inhibitorem ACE, tak lze zabránit vzniku vazokonstrikčního angiotenzinu II., který pomocí ACE vzniká z angiotenzinu I. Díky tomu dojde ke snížení tepenné rezistence, zvýšení žilní kapacity, snížení srdečního výdeje, srdečního indexu a tepového objemu. Dalším účinkem inhibitoru ACE je zvýšení propustnosti ledvinných cév, což vede ke zvýšenému vylučování sodíku do moči (zvýšená natriuréza). Na základě zpětnovazebních fyziologických mechanismů způsobuje přerušení konverze AT I na AT II zvýšení objemu reninu v krvi. Rovněž se ze stejných důvodů zvyšuje hladina angiotenzinu I (AT I). Naopak, vlivem působení inhibitoru ACE dojde ke snížení AT II a aldosteronu. Vzhledem k tomu, že ACE štěpí na neaktivní metabolity látku bradykinin, je jeho hladina po podávání IACE zvyšována. Předpokládá se, že zvýšená hladina bradykininu je zodpovědná za charakteristický vedlejší účinek dlouhodobého podávání inhibitorů ACE, kterým je suchý kašel.
Lze tedy shrnout, že klíčovou klinickou odpovědí IACE je snížení hladiny AT II. Samotný AT II má za normálních okolností tyto klinické účinky:
- Zvýšení krevního tlaku díky vazokonstrikci (zúžení krevních cév). Dlouhodobá konstrikce vede ke zmnožení hladkých svalových buněk v cévách, což vede ke zbytnění (hypertrofii) cév. Vazokonstrikční působení má významný vliv na ledviny, protože zúžení odvodných ledvinných cév zvyšuje průtokový (perfuzní) tlak v glomerulech. Ke zvýšení tlaku krve a jejího objemu vede rovněž aldosteron (viz výše), jehož vylučování je způsobeno působením AT II na nadledviny.
- Přispívá k remodelaci (předělání, přestavbě) srdečních komor ve smyslu jejich zbytnění, a to díky stimulaci protoonkogenů c-fos, c-jun, c-myc a transformujícího růstového faktoru beta (TGF-B). Zprostředkovatelem nefunkčního zbytnění komor je fibrogeneze a programová buněčná smrt (apoptóza).
- Zvyšuje hladinu vasopresinu neboli antidiuretického hormonu (ADH), a to svým působením na zadní část podvěsku mozkového čili hypofýzy. Tento hormon působí na ledviny a způsobuje zadržování vody v organismu.

Tyto klinické účinky AT II vysvětlují působení léčiv s obsahem IACE, které:
- snižují tlak kve
- zlepšují hospodaření s vodou v organismu (snížení otoků)
- ulevují od příznaků městnavého srdečního selhání
- jsou schopny pozitivní přestavby tkáně nejen srdečních komor, ale i samotných cév
- mají ustalující vliv na hemodynamiku a tlakové poměry v ledvinách

Jak již bylo napsáno výše, IACE mají léčebný efekt u tzv. diabetické nefropatie, což je onemocnění, které se projevuje poškozením drobných cév v ledvinách (mikroangiopatie) a sklerotickými změnami v glomerulech. IACE mají jak "brzdný", tak preventivní účinek na diabetickou nefropatii, a to nezávisle na jejich účinku proti vysokému tlaku krve. Použitím IACE u nemocných diabetem, by se mělo předejít vážným poruchám ledvin.
Inhibitory ACE mají také pozitivní vliv na centrální (mozkovou) regulaci parasympatického nervového systému, který se uplatňuje jak u zdravých jedinců, tak výhodně u nemocných trpících městnavou srdeční chorobou. Ovlivnění parasympatiku pravděpodobně přispívá ke snížení výskytu závažných srdečních arytmií a podílí se na omezení výskytu fatálních srdečních selhání. Dále IACE redukují plazmatickou hladinu noradrenalinu, čímž opět pomáhají snižovat vazokonstrikci cév. Dochází tak k narušení bludného kruhu, na jehož počátku je vazokonstrikční působení sympatického nervového systému, které se projevuje v ledvinách sníženým přítokem krve, na což reagují ledviny zvýšenou produkcí reninu, která vede k výsledné produkci angiotenzinu II., který opět působí vazokonstrikčně. Na konci bludného kruhu je tedy renin-angiotenzin-aldosteron systém (viz výše). Rozbitím tohoto kruhu pomocí IACE dochází k rozbití sestupné spirály zhoršování příznaků městnavého srdečného selhání.
Určitou zajímavostí je působení IACE (konkrétně enalaprilu) na příznaky tzv. srdeční kachexie, což je označení pro celkovou tělesnou sešlost a ochablost v důsledku déletrvajícího průběhu městnavého srdečního selhání. Tato kachexie je nepříznivým prognostickým znakem u nemocných s chronickým srdečním selháním.

## Vedlejší účinky léčiv s IACE
Mezi společné vedlejší účinky léčiv IACE patří: nízký tlak krve (hypotenze), suchý kašel, zvýšená hladina draslíku v krvi (hyperkalémie), bolest hlavy, závrať (vertigo), zvýšená únava, žaludeční nevolnost, a poruchy fungování ledvin. Fein předpokládá, že IACE mohou (snad díky zvýšené hladině bradykininu) zhoršovat bolest u zánětlivých onemocnění.
Poměrně častým vedlejším příznakem IACE je přetrvávající suchý kašel, přičemž se předpokládá, že hlavní zásluhu na tomto vedlejším příznaku má zvýšené množství bradykininu, který je za normálních okolností odbouráván ACE, tedy enzymem, který tato léčiva blokují. Nicméně role bradykininu na vzniku a udržování tohoto vedlejšího účinku je stále diskutována. Řešením problému suchého kašle u IACE bývá převod těchto pacientů na tzv. antagonisty angiotenzinu II (např. losartan), což jsou léky, které působí v místech, kde již působí samotný AT II (AT1 receptor), takže ACE není ovlivněn a bradykinin může být normálně odbouráván.
Kožní vyrážka a nechutenství jsou sice vzácnějšími vedlejšími příznaky těchto léčiv, nicméně byl zaznamenán jejich vyšší výskyt u kaptoprilu, což je přikládáno přítomnosti sulfhydrylové skupině obsažené v jeho molekule. To vedlo ke snížení jeho předepisování, nicméně se stále používá v scintigrafii ledvin.
Poškození ledvin je významný možný vedlejší účinek všech IACE, ale důvod vzniku tohoto vedlejšího účinku není stále znám. Možná souvislost je viděna s působením AT II na ledviny. AT II má v ledvinách řadu stabilizačních funkcí, projevujících se zejména vyváženým průtokem krve ledvinami, což je velmi důležité pro správnou filtraci krve. AT II stahuje (působí vazokonstrikčně) na odvodné cévy ledvin, a tím udržuje důležitý perfuzní tlak uvnitř ledvin, který zjednodušeně řečeno dodává sílu k filtraci krve tak, aby měla sílu protékat (perfudovat) vlastní filtrační tkání ledvin. Dostatečná síla k filtraci se projevuje jako tzv. glomerulární míra filtrace (glomerular filtration rate) – GFR, která je jedním ze znaků správného fungování ledvin. Rozšířením odchozích cév z ledvin, způsobeného podáváním IACE, může dojít s oslabení filtrační síly ledvin, tedy ke snížení GFR. Velmi rizikové ve vztahu k možnému poškození ledvin je v této souvislosti podání IACE pacientům, kteří trpí tzv. renální arteriální stenózou, tj. chorobným zúžením ledvinných tepen. Dále se jako nebezpečná ve vztahu k možnému poškození ledvin jeví kombinace IACE + nesteroidní antiflogistikum (např. ibuprofen, ketoprofen, diklofenak) + diuretikum. Společné podání léčiv z těchto skupin významně zvyšuje riziko vážnějšího dopadu léčby na ledviny. Signálem možného poškození ledvin je zvýšená hladina kreatininu či močoviny (urea) v krvi, proto by měly být obě látky monitorovány.
IACE mohou zapříčinit zvýšení hladiny draslíku v krvi (hyperkalémii). IACE totiž snižují hladinu aldosteronu, který je zodpovědný za vylučování draslíku, takže jeho snížení může způsobit jeho vyšší hladinu. U některých pacientů užívajících IACE, je však normální vylučování draslíku zachováno.
Vyšší hladina bradykininu může u některých pacientů vést k rozvoji tzv. angioedému. Tento příznak se může objevit u těch, kteří mají genetickou predispozici k pomalejšímu odbourávání bradykininu.
IACE podávané v těhotenství zvyšují riziko vzniku vrozených chorob, či ohrozit průběh těhotenství. Podávání IACE je proto kontraindikováno v období těhotenství. Konkrétně může hrozit poporodní novorozenecká hypotenze, porucha vývoje ledvin (renální dysplazie), porucha tvorby moči, porucha vývoje plic či neúplná tvorba (osifikace) lebeční kosti. Souhrnně lze k podávání IACE v těhotenství poznamenat, že okolo poloviny novorozenců vystavených v jejich prenatálním období těmto inhibitorům, bylo nějak postiženo. 

## Kontraindikace
IACE by neměly být podávány u pacientů pokud se u nich vyskytla při předchozím podání jakéhokoliv léčiva typu IACE alergická reakce, nebo angioedém. Další kontraindikací je stenóza ledvinných tepen. Zvýšené pozornosti je třeba dbát u pacientů s oslabenou funkcí ledvin, stenózou aortální chlopně, dále u pacientů, kteří jsou dehydratovaní (odvodnění) či hypovolemičtí. Riziko je také při hemodialýze založené na polopropustné vysokoprůtokové polyakrylonitrilové membráně.

## Účinné látky
Používané jsou zejména tyto: benazepril, enalapril, fosinopril, imidapril, kaptopril, lisinopril, perindopril, chinapril, ramipril, trandolapril, zofenopril, sacubitril

### Chemické rozdělení IACE
IACE mohou být rozděleny do tří skupin podle jejich molekulové struktury

#### Látky se sulfhydrylovou částí
- kaptopril (obchodní název Capoten), první IACE
- zofenopril

#### Látky s dikarboxylátovou částí
To je vůbec největší skupina léčiv kam patří:
- enalapril (Vasotec/Renitec)
- ramipril (Altace/Prilace/Ramace/Ramiwin/Triatec/Tritace)
- chinapril (Accupril)
- perindopril (Coversyl/Aceon)
- lisinopril (Listril/Lopril/Novatec/Prinivil/Zestril)
- benazepril (Lotensin)
- imidapril (Tanatril)
- zofenopril (Zofecard)
- trandolapril (Mavik/Odrik/Gopten)

#### Látky s fosfonátovou částí
Zde je jediný zástupce:
- fosinopril (Fositen/Monopril)

### Přírodní IACE
Nejen uměle vyráběné látky, ale i některé přírodní látky vykazují efekt inhibice ACE. Příkladem mohou být laktotripeptidy Isoleucin-Prolin-Prolin(IPP) a Valin-Prolin-Prolin, které jsou produktem buď probiotické bakterie Lactobacillus helveticus nebo jsou štěpným produktem kaseinu. Laktotripeptidy jsou schopny inhibovat ACE, a tak podle některých odborníků mohou jistá mléčná dietní opatření pomoci snížit tlak krve.

### Srovnání přípravků
Všechny ACE inhibitory mají podobnou účinnost v léčbě vysokého krevního tlaku, pokud je respektováno odlišné miligramové dávkování u jednotlivých léčiv. Jistou výjimku tvoří vůbec první IACE kaptopril, který má kratší čas účinnosti a o něco více se u něho vyskytují vedlejší účinky. Kaptopril jako jediný z této skupiny léčiv je schopen procházet hematoencefalickou bariérou, takže je schopen pronikat do mozku. Nicméně nebyl zjištěn žádný klinický efekt této vlastnosti kaptoprilu.
Jedna velká klinická studie zjistila, že ramipril vykázal schopnost snížit míru úmrtnosti u pacientů po prodělaném infarktu myokardu. Dále u těchto pacientů zpomalil nástup městnavého srdečního selhání, které se díky oslabené výkonnosti srdce po infarktu často objevuje. Někteří odborníci se domnívají, že podobný efekt, jaký byl zjištěn u ramiprilu, by měli vykazovat i ostatní zástupci IACE.
Jedna metaanalýza zahrnující 158 998 osob, z nichž 91 % trpělo hypertenzí, zkoumala účinky jak IACE (7 studií; 76 615 pacientů), tak blokátorů AT II receptorů (13 studií; 82 383 pacientů). Na základě srovnání výsledků jednotlivých studií došli autoři této metaanalýzy ke zjištění, že IACE o 10 % snížily riziko úmrtnosti u zkoumaných pacientů (HR 0.90; 95% CI, 0.84-0.97; P=0.004 – HR = hazard ratio / poměr rizik; CI = konfidenční interval). Tento efekt nevykazovaly blokátory AT II receptorů (HR 0.99; 95% CI, 0.94-1.04; P=0.683). Největší úspěšnost ve snížení úmrtnosti měl perindopril (13 %). Autoři uzavírají, že IACE jsou oprávněně léky první volby v léčbě vysokého krevního tlaku.
| Název látky  | Počáteční dávka     | Obvyklá dávka        | Maximální dávka |
| ------------ | ------------------- | -------------------- | --------------- |
| benazepril   | 10 mg               | 20–40 mg             | 80 mg           |
| kaptopril    | 12.5–25 mg 2× denně | 25–50 mg 2-3 x denně | 450 mg/d        |
| enalapril    | 5 mg                | 10–40 mg             | 40 mg           |
| fosinopril   | 10 mg               | 20–40 mg             | 80 mg           |
| lisinopril   | 10 mg               | 10–40 mg             | 80 mg           |
| moexipril    | 7.5 mg              | 7.5–30 mg            | 30 mg           |
| perindopril  | 4 mg                | 4–8 mg               | 16 mg           |
| chinapril    | 10 mg               | 20–80 mg             | 80 mg           |
| ramipril     | 2.5 mg              | 2.5–20 mg            | 20 mg           |
| trandolapril | 1 mg                | 2–4 mg               | 8 mg            |
| imidapril    | 5 mg                | 10 mg                | 20 mg           |

## Antagonisté AT II
Antagonisté AT II, kam patří např. losartan, jsou léky, které nedovolí vstoupit angiotenzinu II. k receptoru AT1, který je spouštěcím místem vazokonstrikčních (nejen) účinků. Jedná se o skupinu léčiv, která má vlastně stejnou indikaci jako IACE, ale oproti nim jim chybějí vedlejší účinky, které vyplývají z hromadění bradykininu, který je také odbouráván ACE (viz výše). Po jejich užívání by se neměl vyskytovat nepříjemný suchý kašel a rovněž by nemělo dojít k nežádoucí vazodilataci (roztažení cév) v ledvinách (viz výše). Kromě toho, IACE sice účinně zabraňují vzniku AT II, ale ten může vznikat i jinými cestami, takže jeho určitá hladina existuje i přes podávání IACE. Diskutovanou je výhoda selektivních antagonistů AT II ve smyslu jejich neovlivňování AT2 receptoru.

### Kombinace s IACE
Kombinace antagonisty AT II s IACE (např. valsartan/sacubitril) může podle některých studií přinést lepší léčebné účinky, než když jsou podány jednotlivě. Důsledkem této léčby (vlastně dvojité blokády) je zvýšená hladina bradykininu a "ostřejší" blokování účinků AT II. Předběžná zjištění předpokládají, že tato kombinace by měla posílit léčebný efekt v základních indikacích obou léčiv (esenciální hypertenze, chronické městnavé srdeční selhání a nefropatie). Na druhou stranu, rozsáhlejší studie ONTARGET neprokázala léčebný prospěch této kombinace. Naopak, zjistila nárůst nežádoucích účinků.
Další studie prokazují, že pacienti se srdečním selháním mohou mít prospěch z této kombinace, a to ve smyslu přestavby (remodelace) stěn srdečních komor a snížení rizika zhoršení onemocnění.
Jiné studie zjistily významný léčebný efekt této kombinace u pacientů léčených s nefropatickými onemocněními. Kombinovaná terapie snížila vylučování bílkovin do moči (proteinurie) a prokázala ochranný účinek na ledviny u pacientů s diabetickou nefropatií a dětskou IgA nefropatií.